# Pavo
Pour les articles ayant des titres homophones, voir pavot (homonymie).
Genre
Pavo est un genre d'oiseaux de la famille des Phasianidae. Il regroupe deux espèces de paons. Ce genre tient son nom du latin pavo qui signifie paon.

## Liste des espèces
D'après la classification de référence (version 2.2, 2009) du Congrès ornithologique international (ordre phylogénique) :
- Paon bleu — Pavo cristatus Linnaeus, 1758 —
- Paon spicifère — Pavo muticus Linnaeus, 1766 —